# دييجو كالفو
دييجو كالفو جيراردو فونسيكا (بالإسبانية: Diego Calvo Fonseca) لاعب كرة قدم كوستاريكي، يلعب بنادي فاليرينغا بالدوري الكوستاريكي، كما يلعب في منتخب كوستاريكا لكرة القدم المشارك في بطولة كأس العالم 2014 المقامة في البرازيل .

## روابط خارجية
- دييجو كالفو على موقع الاتحاد الدولي (مؤرشف)  (الإنجليزية)
- دييجو كالفو على موقع اتحاد السويد (السويدية)
- دييجو كالفو على موقع قاعدة بيانات كرة القدم.إي يو (الإنجليزية)
- دييجو كالفو على موقع ناشيونال فوتبول تيمز (الإنجليزية)
- دييجو كالفو على موقع Soccerway.com (الإنجليزية)
- دييجو كالفو على موقع عالم كرة القدم.نت (الإنجليزية)
- دييجو كالفو على موقع كووورة
- دييجو كالفو على موقع AS.com (الإسبانية)